# Portslade-by-Sea
Portslade-by-Sea es un área urbana o barrio de la ciudad de Brighton and Hove, en Inglaterra (Reino Unido). Tiene una población estimada, a mediados de 2019, de 20 150 habitantes.
Fue un distrito urbano desde fines del siglo XIX hasta 1974, cuando pasó a formar parte del municipio de Hove. Posteriormente, con la unificación de Brighton y Hove, pasó a ser un barrio de dicha ciudad.